# Dinaraea linearis
Dinaraea linearis är en skalbaggsart som först beskrevs av Johann Ludwig Christian Gravenhorst 1802.  Dinaraea linearis ingår i släktet Dinaraea, och familjen kortvingar. Arten är reproducerande i Sverige.